# تلمارک
تلمارک (به نروژی: Telemark fylke) یکی از استان‌های کشور نروژ است. تلمارک در جنوب شرقی نروژ و در کنار تنگه اسکاژراک قرار دارد. این ناحیه تا سال ۱۹۱۹ «براتسبرگ آمت» نامیده می‌شد.

## تلمارک در فرهنگ جهان
ورزش اسکی تلمارک به نام این استان است.
فیلم «قهرمانان تلمارک»، که در ایران با نام آتش بر فراز تلمارک نشان داده شد، دربارهٔ خرابکاری در تأسیسات آب سنگین آلمان نازی در این استان بود.

## تلمارکی‌های مشهور
- هنریک ایبسن نمایشنامه‌نویس
- زوندره نورهایم پیشگام ورزش اسکی امروزی
- ویدکون کیزلینگ رئیس جمهور نروژ و همکار آلمان نازی در دوران جنگ جهانی دوم.